# Nakamura Hajime
Nakamura Hajime (中村元) (n. 28 noiembrie 1911 – d. 10 octombrie 1999) a fost un filozof japonez budist. S-a născut în Matsue, prefectura Shimane. A absolvit Facultatea de Literatură din cadrul Universității Tokio, acolo unde a și predat între 1954 - 1973.
După ce obține titlul de doctor în 1943, la Universitatea Tokio, devine în același an profesor asociat de filozofie indiană și budistă.
Începe astfel o carieră didactică ce se va întinde pe parcursul a peste trei decenii, atât în Japonia, cât și în Statele Unite (la Universitățile Harvard, Stanford, Hawaii, Florida) și în Europa.
Activitatea sa didactică și de cercetare este încununată de numeroase titluri și distincții: „doctor honoris causa“ al Universității Nehru (1966), al Universității Vanhanh din Saigon (1973), al Universității Kalaniya din Sri Lanka etc., decan al Facultății de Litere din Tokyo (1962 – 1964), „Professor Emeritus“ al aceleiași universități, membru al Academiei Japoneze de Știinte, membru de onoare al Societății Regale Asiatice, director al Institutului Estic din Tokyo și președinte al Societății Japonia-India
Primește, de asemenea, Premiul Imperial al Academiei Japoneze de Știinte (1957), Ordinul Cultural din partea împăratului Japoniei (1977), Ordinul „Dakhina-bahu“ al regelui Nepalului (1978) și altele.
După retragerea de la Universitatea din Tokyo, a creat Toho Gakuin (Institutul Estic) și a oferit conferințe despre filozofie marelui public. Nakamura era un expert în sanscrită și printre printre multele sale lucrări găsim și comentarii despre scripturile budiste. A fost influențat de către filozofia indiană a budismului și cea chineză, japoneză și cea vestică A făcut remarce pe problema bioeticii.

## Opera sa
Autor a peste 750 de articole în japoneză și a peste 200 în engleză și germană, Hajime Nakamura este editor asociat sau consultant la numeroase reviste de filozofie și religie, precum Filozofie Est și Vest, Monumenta Nipponica, Jurnalul Istoriei Ideilor, Jurnalul Filozofiei Religiei etc.

## Volume publicate

### Înjaponeză
- Istoria filozofiei Vedanta (4 volume)
- Metafizica limbajului
- Ideile filozofiei Hua Yan
- Introducere în gramatica limbii tibetane
- Operele alese ale lui Hajime Nakamura (23 de volume)
- Dicționar de terminologie budistă

### Înengleză
- Ways of Thinking of Eastern Peoples
- Indian Buddhism: A Survey with Bibliographical Notes
- A Comparative History of Ideas

1. ↑  Hajime Nakamura, Autoritatea BnF
2. 1 2  Autoritatea BnF, accesat în 10 octombrie 2015
3. ↑  Hajime Nakamura, SNAC, accesat în 9 octombrie 2017